# Чайковский, Иван Александрович
Иван Александрович Чайковский (1779—1869) — доктор медицины.

## Биография
Сын Каменец-Подольского президента, родился в 1779 году. Для изучения медицинских наук он поступил в Виленский университет, который и окончил со степенью магистра медицины в апреле 1811 г. Будучи достаточно подготовленным к докторским экзаменам, он решил их сдать сейчас же по окончании курса, и в июле 1811 года, защитив свою диссертацию на тему «De usu medico tartari emetici» (Вильна, 1811, 8°), был признан достойным степени доктора медицины. Всю свою жизнь Чайковский практиковал частным образом в Каменец-Подольском уезде и никогда не служил в врачебном ведомстве. В 1831 году в Подольский военный госпиталь были приглашены многие врачи, занимавшиеся частной практикой, так как работавшие там военные врачи не успевали пользовать всех больных и раненых; Чайковский был в числе этих врачей. Умер Чайковский 16-го февраля 1869 года.